# Landkreis Wagstadt

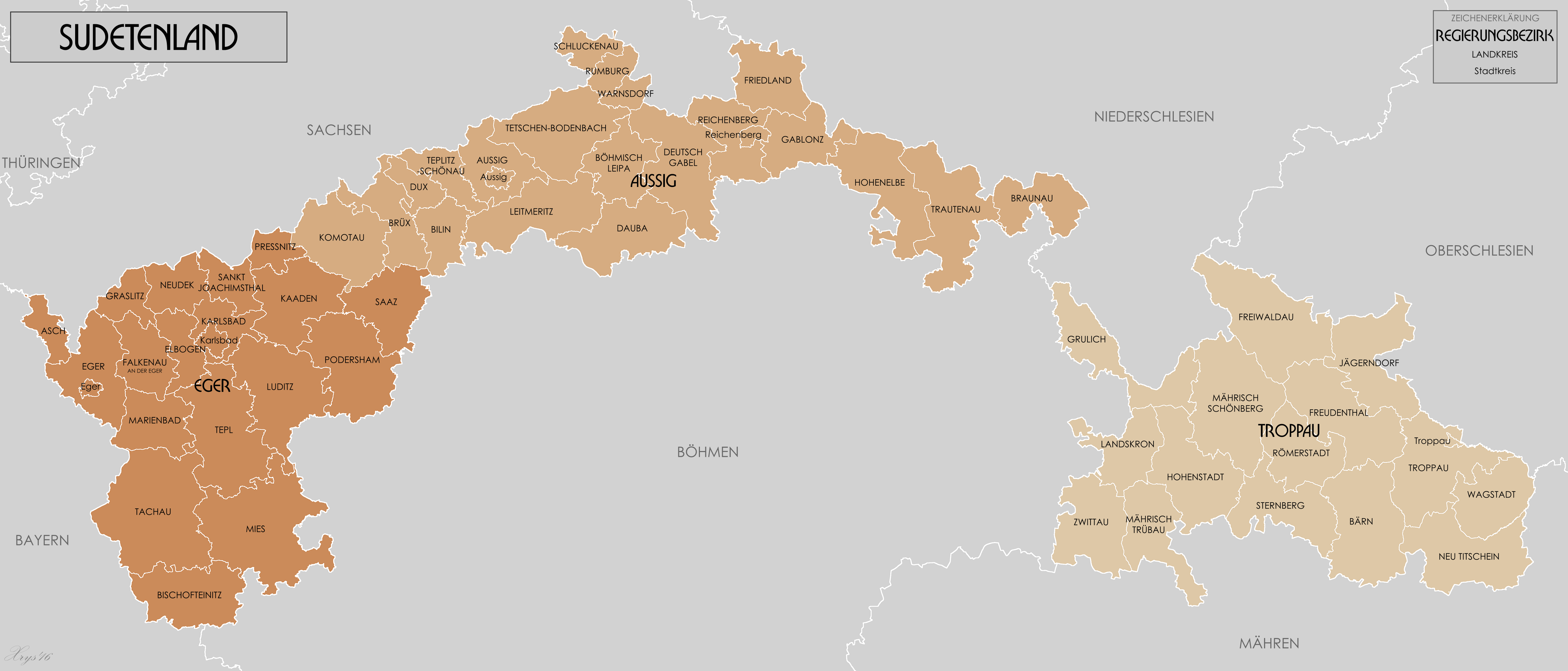
Verwaltungskarte des Reichsgaus Sudetenland

Der deutsche Landkreis Wagstadt bestand in der Zeit zwischen 1938 und 1945. Er umfasste am 1. Januar 1945 zwei Städte sowie 41 weitere Gemeinden.
Das Gebiet des Landkreises Wagstadt hatte am 1. Dezember 1930 57.120 Einwohner, am 17. Mai 1939 waren es 54.698 und am 22. Mai 1947 45.710 Einwohner.

## Verwaltungsgeschichte

### Tschechoslowakei / Deutsche Besatzung
Vor dem Münchner Abkommen vom 29. September 1938 gehörte der politische Bezirk Bílovec zur Tschechoslowakei.
In der Zeit vom 1. bis 10. Oktober 1938 besetzten deutsche Truppen das Sudetenland. Der politische Bezirk Bílovec trug fortan die frühere deutsch-österreichische Bezeichnung Wagstadt. Der politische Bezirk Wagstadt umfasste die Gerichtsbezirke Königsberg und Wagstadt. Seit dem 20. November 1938 führte der politische Bezirk Wagstadt die Bezeichnung „Landkreis“. Er unterstand bis zu diesem Tage dem Oberbefehlshaber des Heeres, Generaloberst Walther von Brauchitsch, als Militärverwaltungschef.

### Deutsches Reich
Am 21. November wurde das Gebiet des Landkreises Wagstadt förmlich in das Deutsche Reich eingegliedert und kam zum Verwaltungsbezirk der Sudetendeutschen Gebiete unter dem Reichskommissar Konrad Henlein.
Sitz der Kreisverwaltung wurde die Stadt Wagstadt.
Ab dem 15. April 1939 galt das Gesetz über den Aufbau der Verwaltung im Reichsgau Sudetenland (Sudetengaugesetz). Danach kam der Landkreis Wagstadt zum Reichsgau Sudetenland und wurde dem neuen Regierungsbezirk Troppau zugeteilt.
Zum 1. Mai 1939 wurde eine Neugliederung der teilweise zerschnittenen Kreise im Sudetenland verfügt. Danach blieb der Landkreis Wagstadt in seinen bisherigen Grenzen erhalten. Vom Landkreis Neu Titschein erhielt er die Gemeinden Botenwald, Klantendorf und Schimmelsdorf.
Bei diesem Zustand blieb es bis zum Ende des Zweiten Weltkriegs.

### Tschechoslowakei / Tschechische Republik
Seit 1945 gehörte das Gebiet bis zu ihrer Auflösung zur Tschechoslowakei. Heute ist es ein Teil der Tschechischen Republik.

## Landrat
1939–1945: Hans Chmel (NSDAP)

## Kommunalverfassung
Bereits am Tag vor der förmlichen Eingliederung in das Deutsche Reich, nämlich am 20. November 1938, wurden alle Gemeinden der Deutschen Gemeindeordnung vom 30. Januar 1935 unterstellt, welche die Durchsetzung des Führerprinzips auf Gemeindeebene vorsah. Es galten fortan die im bisherigen Reichsgebiet üblichen Bezeichnungen, nämlich statt:
- Ortsgemeinde: Gemeinde,
- Marktgemeinde: Markt,
- Stadtgemeinde: Stadt,
- Politischer Bezirk: Landkreis.

## Ortsnamen
Es galten die bisherigen Ortsnamen weiter, und zwar in der deutsch-österreichischen Fassung von 1918.

## Städte und Gemeinden

### Städte
1. Königsberg
2. Wagstadt

### Gemeinden
- Altstadt
- Baislawitz
- Bielau
- Bittau
- Botenwald
- Brawin
- Brosdorf
- Czabischau
- Dielhau
- Dobroslawitz
- Eilowitz
- Groß Olbersdorf
- Groß Pohlom
- Hrabstwie
- Jakubschowitz
- Kiowitz
- Klantendorf
- Klein Ellgoth
- Laubias-Blaschdorf
- Luck
- Martinau
- Oberellgoth
- Petrowitz
- Pleßna
- Polanka[1]
- Poruba
- Puskowetz
- Schimmelsdorf
- Schlatten
- Schönbrunn
- Schönfeld
- Skripp
- Stauding
- Stiebnig
- Strzebowitz (Markt)
- Tyrn
- Tzieschkowitz
- Wischkowitz
- Wollmersdorf
- Wrzessin
- Wüstpohlom
- Zeiske